# Der Letzte seiner Art
Der Letzte seiner Art ist ein Science-Fiction-Roman des deutschen Autors Andreas Eschbach, erschienen 2003. Er erzählt die Geschichte eines Überlebenden eines militärischen Projektes, das einen Menschen mit technischen Implantaten in einen Cyborg umwandeln sollte. Nach Einstellung des Projektes lebt er einige Jahre in Irland, wird aber später vom US-Militär gejagt, um die Spuren des missglückten Experiments zu vernichten.
Der Roman wurde nach seiner Veröffentlichung in Deutschland 2004 auf Tschechisch und Niederländisch und 2006 auf Russisch, Französisch und Italienisch übersetzt.

## Inhalt
„Der Letzte seiner Art“ ist ein Cyborg, ein Mensch namens Duane Fitzgerald, in dessen Körper in geheimen und zum Teil misslungenen Versuchen des US-Militärs, die perfekte Kampfmaschine zu kreieren, zahlreiche technische „Verbesserungen“ eingebaut wurden. Er lebt zurückgezogen in einem Haus in der kleinen irischen Stadt Dingle von seiner Rente, die ihm als ehemaligem Soldaten zusteht, bis er bemerkt, dass ein Japaner ihn sucht. Er spricht darüber mit der einzigen Person, die er über sich eingeweiht hat, einem Arzt namens Doktor O’Shea, der ihn auch immer wieder an seinen Implantaten operiert, wenn diese Verschleißerscheinungen oder andere Probleme aufweisen. Als Duane dem Japaner nicht mehr ausweichen kann, offenbart ihm dieser, dass er Anwalt sei, von seinem Geheimnis wisse und ihm helfen wolle, einen Schadensersatzprozess anzustrengen. Der Anwalt wird ermordet, und Duane versucht den Täter am Tatort zu stellen, muss aber einsehen, dass er trotz seiner übermenschlichen Fähigkeiten den Täter nicht an der Flucht hindern kann. Duane erkennt, dass seine Tage als Cyborg gezählt sind, da das Militär anscheinend beschlossen hat, sämtliche Überlebenden auszulöschen, um alle Spuren zu beseitigen. Über eine ebenfalls implantierte Schnittstelle an seinem Arm greift er auf den Drucker der örtlichen Bibliothek zu und druckt seine Lebensgeschichte aus, die er im Lauf der Handlung verfasst hat. Sie endet mit den Worten, dass er sich dem Militär stellen will, aber seine Geschichte zuvor erzählen will, bevor auch er wie die anderen getötet wird.

## Aufbau
Der Roman beschreibt in der Ich-Form kritisch und ausführlich die Ängste und Nöte dieses Antihelden, der sich in der kleinen irischen Stadt Dingle zur Ruhe gesetzt hat. Doch während er einfach in Ruhe sein Leben leben will, strebt das US-Militär nach einer endgültigen Lösung, um das Geheimnis dieser Versuche zu bewahren und in Zukunft neue, auf gentechnischer Basis beruhende Projekte umsetzen zu können.
Wie bei Eschbach üblich, werden aktuelle gesellschaftspolitische Themen (in diesem Fall der Transhumanismus) durch die Verknüpfung mit den gängigen Stilmitteln des Abenteuerromans konkretisiert und veranschaulicht. Dabei bleiben Handlung und Spannungsbogen allerdings im Vordergrund. Der Autor konterkariert das Faktum seines durch die künstliche Verbindung von Biologie und Technik ins Zukünftige weisenden Protagonisten durch dessen ständigen Rückgriff auf Seneca, einen römischen Philosophen, der sich Standpunkte der Stoa zu eigen gemacht hatte (Fitzgerald konstruiert seine Geschichte als Parallele zum Leben und Lehren Senecas, ein Seneca-Zitat ist jedem Kapitel vorangestellt).

## Dramatis Personae
Die wichtigsten Figuren in alphabetischer Reihenfolge.
- Mrs. Brannigan, Leiterin der Bibliothek von Dingle
- Duane William Fitzgerald, Cyborg irischer Abstammung im Ruhestand
- Harold Itsumi, amerikanischer Anwalt japanischer Abstammung, der Duane Fitzgerald aufsucht
- Bridget Keane, Rezeptionistin des Hotel Brennan, Schwester von Finnan MacDonogh
- Finnan MacDonogh, irischer Sänger, Bruder von Bridget Keane, ehemaliges IRA-Mitglied
- Doktor O’Shea, Arzt in Dingle, Freund von Duane Fitzgerald
- Eugene Pinebrook, Polizeibeamter
- Lieutenant-Colonel Reilly, Offizier der US-Armee, verantwortlich für das „Steel-Man“-Projekt
- Billy Trant, Postangestellter in Dingle
- Gabriel Whitewater, Cyborg im Ruhestand, ehemaliger Kamerad Duane Fitzgeralds
- Seamus Wright, Polizei-Sergeant, der einen Mord im Umfeld von Fitzgerald untersucht

## Auszeichnungen
- 2004 Deutscher Science Fiction Preis in der Kategorie Bester Roman
- 2004 Kurd-Laßwitz-Preis in der Kategorie Bester Roman
- 2004 Phantastik Award

## Ausgaben
- 2003 Erstausgabe im Hardcover bei Lübbe. ISBN 3-7857-2123-4
- 2004 Hörbuch, gelesen von Martin May, 5 CDs. ISBN 3-7857-1395-9
- 2005 Taschenbuchausgabe bei Bastei Lübbe. ISBN 3-404-15305-7

Fremdsprachige
- 2004 Tschechisch: Posledni Sveho Druhu. (Albatros, Prag) ISBN 80-00-01440-8
- 2004 Niederländisch: Het fatale zwijgen, übersetzt von Peter de Rijk. (Karakter Uitgevers) ISBN 90-6112-222-8
- 2006 Russisch: Железный человек. ISBN 5-8159-0609-3
- 2006 Französisch: Le dernier de son espèce, übertragen von Joséphine Bernhardt und Claire Duval. (Éditions L’Atalante) ISBN 2-84172-325-9
- 2006 Italienisch: L’ultimo dei perfetti, übersetzt von  Nora Tigges Mazzone. (Fanucci Editore, Rom) ISBN 978-88-347-1141-5